# THE GEISHA GIRLS SHOW - 炎の おっさんアワー
『THE GEISHA GIRLS SHOW - 炎の おっさんアワー』（ザ・ゲイシャ・ガールズ・ショー　ほのおの おっさんあわー）は、1995年5月19日にフォーライフ・レコード/gütから発売されたGEISHA GIRLSの1stオリジナル・アルバム。

## 概要
2ndシングル「少年」と同時発売。坂本龍一と鄭東和をプロデューサーに迎え、豪華な顔ぶれで制作された最初で最後のオリジナル・アルバム。2007年4月4日に廉価CDが再発売された。

## チャート成績
オリコンチャートで初登場は2位であったが、その後1位を獲得。シングル・アルバムを通じて唯一の首位獲得となった。

## 収録曲
1. The Geisha Girls Show Opening Theme (0:55)[4]
  - 作曲：坂本龍一
  - 編曲：前田憲男
2. Blow Your Mind - 森オッサン チョイチョイ キリキリまい (3:39)[4]
  - 作詞：高須光聖・Ken&Sho
  - 作曲：鄭東和
  - 編曲：坂本龍一・鄭東和
3. 奥さん (7:24)[4]
  - 作詞・作曲：高須光聖・Ken&Sho
4. plonger (0:45)[4]
5. ノメソタケ - Minha Geisha (2:17)[4]
  - 作詞・作曲・編曲：アート・リンゼイ
6. ステップナー (6:08)[4]
  - 作詞・作曲：高須光聖・Ken&Sho
7. 少年 (5:12)[4]
  - 作詞：売野雅勇
  - 作曲・編曲：坂本龍一
8. AGATTE (3:35)[4]
  - 作詞：Ken&Sho
9. 「あ」研究家 (3:24)[4]
  - 作詞・作曲：高須光聖・Ken&Sho
10. おいちゃん (4:09)[4]
  - 作詞：Ken&Sho
  - 作曲・編曲：鄭東和
11. Damesska (4:42)[4]
  - 作詞・作曲：高須光聖・Ken&Sho
12. monter sur la barre fixe (0:42)
13. ビー玉 (5:59)[4]
  - 作詞：倉本美津留
  - 作曲・編曲：坂本龍一
14. Yuji (3:28)[4]
  - 作詞：高須光聖・Ken&Sho
  - 作曲：坂本龍一・Sho
  - 編曲：坂本龍一
15. 炎のミーティング (4:28)[4]
  - 作詞：高須光聖・坂本龍一・Ken&Sho
  - 作曲：小室哲哉・坂本龍一
  - 編曲：T.Mori
16. NAGOMI (2:53)[4]
  - 作詞：Ken&Sho
  - 作曲：BOREDOMS
  - 編曲：BOREDOMS・坂本龍一
17. batiment de l'ecole (1:09)[4]
  - 作曲・編曲：T.Mori